# Якшурское (сельское поселение, Завьяловский район)
Якшурское — упразднённое муниципальное образование со статусом сельского поселения в составе Завьяловского района Удмуртии.
Административный центр — деревня Якшур.
Образовано в 2005 году в результате реформы местного самоуправления.
25 июня 2021 года упразднено в связи с преобразованием муниципального района в муниципальный округ.

## Географические данные
Находится на северо-востоке района, граничит:
- на северо-западе с Хохряковским сельским поселением
- на севере с Ягульским сельским поселением
- на северо-востоке с Италмасовским сельским поселением
- на юго-востоке с Казмасским сельским поселением
- на юге с Завьяловским сельским поселением
- на юго-западе с Первомайским сельским поселением
- на западе с территорией, подчинённой мэрии Ижевска
- на востоке с Воткинским районом

По южной границе поселения протекает река Позимь, а по территории поселения — её приток Вожойка.

## История
Смирновский сельсовет Завьяловской волости с центром в починке Смирновский был образован в 1925 году в ходе разукрупнения сельских советов.
В 1929 году сельсовет входит во вновь образованный Ижевский район. В 1932 году его центр переносится в Якшур и сельсовет переименовывается в Якшурский. В 1937 году он переходит в Завьяловский район. В 1987 году из Воткинского района в сельсовет передаются деревни Банное, Новокварсинское и починок Успенский, которые в этом же году вместе со внось образованным посёлком Италмас выделяются в Италмасовский сельсовет.
В 1994 сельсовет преобразуется в Якшурскую сельскую администрацию, а в 2005 в Муниципальное образование «Якшурское» (сельское поселение).

## Население
| 2010  | 2012  | 2013  | 2014  | 2015  | 2016  | 2017  |
| ----- | ----- | ----- | ----- | ----- | ----- | ----- |
| 1906  | ↗1971 | ↗2056 | ↗2146 | ↗2186 | ↗2253 | ↗2279 |
| 2018  | 2019  | 2020  |       |       |       |       |
| ↘2251 | ↗2270 | ↗2305 |       |       |       |       |

## Населённые пункты
| Название           | Тип населённого пункта          | Население 2014 год | Почтовый индекс | ОКАТО          |
| ------------------ | ------------------------------- | ------------------ | --------------- | -------------- |
| Якшур              | Деревня, административный центр | ↗1250              | 427006, 427014  | 94 216 865 001 |
| Семеново           | Деревня                         | ↗363               | 427006          | 94 216 865 002 |
| Старые Марасаны    | Деревня                         | →61                | 427006          | 94 216 865 004 |
| Новые Марасаны     | Деревня                         | ↗72                | 427006, 427014  | 94 216 865 003 |
| Бахтияры (деревня) | Деревня                         | ↗89                | 427006          | 94 216 865 005 |
| Вожой              | Деревня                         | ↗135               | 427006          | 94 216 865 008 |
| Подлесный          | Починок                         | ↗1                 | 427006          | 94 216 865 006 |

### Упразднённые населённые пункты
| Название   | Тип населённого пункта | Год упразднения |
| ---------- | ---------------------- | --------------- |
| Калабино   | Деревня                | 1978            |
| Марасаны   | Посёлок                | 1979            |
| Молодёжный | Починок                | 2013            |

## Экономика
- ОАО «Путь Ильича», преобразованное из одноимённого колхоза-племзавода
- ООО «Ижсталь-Агро»
- Фермерское хозяйство
- Площадь сельхозугодий: 25,6 км²

## Объекты социальной сферы
- МОУ «Якшурская средняя общеобразовательная школа»
- Детский сад
- Фельдшерско-акушерский пункт
- Учреждение здравоохранения
- МУЧ «Культурный комплекс „Якшурский“»
- Клуб